# Scapulaseius sigridae
Scapulaseius sigridae är en spindeldjursart som först beskrevs av Schicha 1982.  Scapulaseius sigridae ingår i släktet Scapulaseius och familjen Phytoseiidae. Inga underarter finns listade i Catalogue of Life.